# یواس‌اس دانر (ال‌اس‌دی-۲۰)
یواس‌اس دانر (ال‌اس‌دی-۲۰) (به انگلیسی: USS Donner (LSD-20)) یک کشتی بود که طول آن 457 ft 9 in (139.5 m) overall بود. این کشتی در سال ۱۹۴۵ ساخته شد.